# Ceratocapnos heterocarpa
Ceratocapnos heterocarpa är en vallmoväxtart som beskrevs av Michel Charles Durieu de Maisonneuve. Ceratocapnos heterocarpa ingår i släktet klängnunneörter, och familjen vallmoväxter. Inga underarter finns listade i Catalogue of Life.